# Rajd Azorów 2022
Rajd Azorów 2022 (56. Azores Rallye) – 56. Rajd Azorów rozgrywany w Portugalii od 25 do 27 marca 2022 roku. Była to druga runda Rajdowych Mistrzostw Europy w roku 2022. Rajd został rozegrany na nawierzchni szutrowej. Baza imprezy była zlokalizowana na Azorach w miejscowości Ponta Delgada.

## Lista startowa
Poniższa lista startowa obejmuje tylko zawodników startujących i zgłoszonych do rywalizacji w kategorii ERC w najwyższej klasie Rally 2 oraz w klasach Rally 3, Rally 4 i Rally 5.
| Nr. | Kierowca              | Pilot                    | Samochód               | Zespół                      |
| --- | --------------------- | ------------------------ | ---------------------- | --------------------------- |
| 1   | Armindo Araújo        | Luís Ramalho             | Škoda Fabia Rally2 evo | The Racing Factory          |
| 2   | Alberto Battistolli   | Simone Scattolin         | Škoda Fabia Rally2 evo | Alberto Battistolli         |
| 3   | Javier Pardo Siota    | Adrián Pérez Fernández   | Škoda Fabia Rally2 evo | Javier Pardo Siota          |
| 4   | Bruno Magalhães       | Carlos Magalhães         | Hyundai i20 N Rally2   | Team Hyundai Portugal       |
| 5   | José Pedro Fontes     | Inês Ponte               | Citroën C3 Rally2      | Citroën Vodafone Team       |
| 6   | Ricardo Teodósio      | José Teixeira            | Hyundai i20 N Rally2   | Team Hyundai Portugal       |
| 7   | Pedro Almeida         | Mário Castro             | Škoda Fabia Rally2 evo | The Racing Factory          |
| 8   | Efrén Llarena         | Sara Fernández           | Škoda Fabia Rally2 evo | Team MRF Tyres              |
| 9   | Ken Torn              | Kauri Pannas             | Ford Fiesta Rally2     | Plon RT                     |
| 10  | Luis Vilariño García  | Javier Martínez Martínez | Škoda Fabia Rally2 evo | Luis Vilariño García        |
| 11  | Paulo Nobre           | Gabriel Morales          | Škoda Fabia R5         | Paulo Nobre                 |
| 12  | Norbert Herczig       | Igor Bacigál             | Škoda Fabia Rally2 evo | Team MRF Tyres              |
| 14  | Simone Campedelli     | Tania Canton             | Škoda Fabia Rally2 evo | Team MRF Tyres              |
| 15  | Ricardo Moura         | António Costa            | Škoda Fabia Rally2 evo | Ricardo Moura               |
| 16  | Simone Tempestini     | Sergiu Itu               | Škoda Fabia Rally2 evo | Simone Tempestini           |
| 17  | Miguel Correia        | Jorge Eduardo Carvalho   | Škoda Fabia Rally2 evo | Miguel Correia              |
| 18  | Rúben Rodrigues       | Estevão Rodrigues        | Citroën C3 Rally2      | Auto Açoreana Racing        |
| 19  | Łukasz Kotarba        | Tomasz Kotarba           | Citroën C3 Rally2      | BTH Import Stal Rally Team  |
| 20  | Luís Rego Jr.         | Jorge Henriques          | Škoda Fabia Rally2 evo | Luís Rego Jr.               |
| 21  | Simon Wagner          | Gerald Winter            | Škoda Fabia Rally2 evo | Eurosol Racing Team Hungary |
| 22  | Rachele Somaschini    | Nicola Arena             | Citroën C3 Rally2      | Rachele Somaschini          |
| 23  | Aloísio Monteiro      | Sancho Eiró              | Škoda Fabia R5         | Aloísio Monteiro            |
| 24  | Pedro Câmara          | João Câmara              | Citroën C3 Rally2      | Play Racing                 |
| 25  | Alberto Monarri       | Carlos Cancela           | Suzuki Swift R4LLY S   | Suzuki Motor Ibérica        |
| 26  | Joan Vinyes           | Jordi Mercader           | Suzuki Swift R4LLY S   | Suzuki Motor Ibérica        |
| 27  | Jon Armstrong         | Brian Hoy                | Ford Fiesta Rally3     | Jon Armstrong               |
| 28  | Igor Widłak           | Daniel Dymurski          | Ford Fiesta Rally3     | KG-RT                       |
| 29  | Andrea Mabellini      | Virginia Lenzi           | Renault Clio Rally4    | Toksport WRT                |
| 30  | Paulo Soria           | Marcelo Der Ohannesian   | Renault Clio Rally5    | Paulo Soria                 |
| 31  | Roberto Daprà         | Luca Guglielmetti        | Ford Fiesta Rally4     | Roberto Daprà               |
| 32  | Anthony Fotia         | Arnaud Dunand            | Renault Clio Rally4    | Toksport WRT                |
| 33  | Ernesto Cunha         | Rui Raimundo             | Peugeot 208 Rally4     | Ernesto Cunha               |
| 34  | Ghjuvanni Rossi       | Maxime Martini           | Renault Clio Rally5    | Ghjuvanni Rossi             |
| 35  | Patrik Herczig        | Viktor Bán               | Renault Clio Rally5    | Patrik Herczig              |
| 36  | Andrea Mazzocchi      | Silvia Gallotti          | Renault Clio Rally5    | Andrea Mazzocchi            |
| 37  | Giorgio Cogni         | Gabriele Zanni           | Renault Clio Rally5    | Giorgio Cogni               |
| 38  | Sergio Fuentes Matías | Alain Peña Salvador      | Renault Clio Rally5    | Sergio Fuentes Matías       |
| 39  | Emre Hasbay           | Kutay Ertugrul           | Renault Clio Rally5    | Emre Hasbay                 |

## Zwycięzcy odcinków specjalnych[2]
| Dzień  | Numer odcinka | Nazwa odcinka    | Długość  | Zwycięzca odcinka   | Samochód               | Czas             | Lider rajdu      |
| ------ | ------------- | ---------------- | -------- | ------------------- | ---------------------- | ---------------- | ---------------- |
| 26.III | OS1           | Coroa da Mata 1  | 11,40 km | Odcinek odwołany    | Odcinek odwołany       | Odcinek odwołany | Odcinek odwołany |
| 26.III | OS2           | Graminhais 1     | 24,03 km | Ricardo Moura       | Škoda Fabia Rally2 evo | 17:34.7          | Ricardo Moura    |
| 26.III | OS3           | Tronqueira 1     | 21,89 km | Rúben Rodrigues     | Citroën C3 Rally2      | 18:46.6          | Ricardo Moura    |
| 26.III | OS4           | Coroa da Mata 2  | 11,40 km | Simon Wagner        | Škoda Fabia Rally2 evo | 9:11.9           | Ricardo Moura    |
| 26.III | OS5           | Graminhais 2     | 24,03 km | Ricardo Moura       | Škoda Fabia Rally2 evo | 17:16.2          | Ricardo Moura    |
| 26.III | OS6           | Tronqueira 1     | 21,99 km | Simon Wagner        | Škoda Fabia Rally2 evo | 18:25.5          | Ricardo Moura    |
| 26.III | OS7           | Grupo Marques 1  | 3,12 km  | Alberto Battistolli | Škoda Fabia Rally2 evo | 2:39.3           | Ricardo Moura    |
| 27.III | OS8           | Ribeira Grande 1 | 10,22 km | Ken Torn            | Ford Fiesta Rally2     | 6:22.8           | Ricardo Moura    |
| 27.III | OS9           | Feteiras 1       | 7,46 km  | Ricardo Moura       | Škoda Fabia Rally2 evo | 5:44.3           | Ricardo Moura    |
| 27.III | OS10          | Sete Cidades 1   | 24,01 km | Simone Tempestini   | Škoda Fabia Rally2 evo | 17:20.2          | Ricardo Moura    |
| 27.III | OS11          | Grupo Marques 2  | 3,12 km  | Ricardo Moura       | Škoda Fabia Rally2 evo | 2:32.5           | Ricardo Moura    |
| 27.III | OS12          | Feteiras 2       | 7,46 km  | Simone Tempestini   | Škoda Fabia Rally2 evo | 5:38.2           | Ricardo Moura    |
| 27.III | OS13          | Sete Cidades 2   | 24,01 km | Efrén Llarena       | Škoda Fabia Rally2 evo | 16:48.1          | Ricardo Moura    |
| 27.III | OS14          | Ribeira Grande 2 | 10,22 km | Efrén Llarena       | Škoda Fabia Rally2 evo | 6:03.6           | Efrén Llarena    |

## Power Stage - OS14[3]
| Miejsce | Kierowca          | Pilot          | Samochód               | Czas/strata | Pkt |
| ------- | ----------------- | -------------- | ---------------------- | ----------- | --- |
| 1       | Efrén Llarena     | Sara Fernández | Škoda Fabia Rally2 evo | 6:03.7      | 5   |
| 2       | Simone Tempestini | Sergiu Itu     | Škoda Fabia Rally2 evo | +7.0        | 4   |
| 3       | Ricardo Moura     | António Costa  | Škoda Fabia Rally2 evo | +8.7        | 3   |
| 4       | Simon Wagner      | Gerald Winter  | Škoda Fabia Rally2 evo | +10.8       | 2   |
| 5       | Simone Campedelli | Tania Canton   | Škoda Fabia Rally2 evo | +11.8       | 1   |

## Wyniki końcowe rajdu
W klasyfikacji generalnej dodatkowe punkty przyznawane są za odcinek Power Stage.
| Poz. | Kierowca             | Pilot                    | Samochód               | Zaspół                      | Czas      | Punkty |
| ---- | -------------------- | ------------------------ | ---------------------- | --------------------------- | --------- | ------ |
| 1    | Efrén Llarena        | Sara Fernández           | Škoda Fabia Rally2 evo | Team MRF Tyres              | 2:24:58.4 | 30+5   |
| 2    | Ricardo Moura        | António Costa            | Škoda Fabia Rally2 evo | Ricardo Moura               | +2.6      | 24+3   |
| 3    | Simon Wagner         | Gerald Winter            | Škoda Fabia Rally2 evo | Eurosol Racing Team Hungary | +31.3     | 21+2   |
| 4    | Simone Tempestini    | Sergiu Itu               | Škoda Fabia Rally2 evo | Simone Tempestini           | +50.4     | 19+4   |
| 5    | Armindo Araújo       | Luís Ramalho             | Škoda Fabia Rally2 evo | The Racing Factory          | +1:47.9   | 17     |
| 6    | Bruno Magalhães      | Carlos Magalhães         | Hyundai i20 N Rally2   | Team Hyundai Portugal       | +3:01.8   | 15     |
| 7    | Simone Campedelli    | Tania Canton             | Škoda Fabia Rally2 evo | Team MRF Tyres              | +3:10.8   | 13+1   |
| 8    | Norbert Herczig      | Igor Bacigál             | Škoda Fabia Rally2 evo | Team MRF Tyres              | +3:34.9   | 11     |
| 9    | Alberto Battistolli  | Simone Scattolin         | Škoda Fabia Rally2 evo | Alberto Battistolli         | +3:49.3   | 9      |
| 10   | Mārtiņš Sesks        | Renars Francis           | Škoda Fabia Rally2-Kit | Proracing Rally Team        | +5:15.5   | *      |
| 11   | Miguel Correia       | Jorge Eduardo Carvalho   | Škoda Fabia Rally2 evo | Miguel Correia              | +5:43.7   | 7      |
| 12   | José Pedro Fontes    | Inês Ponte               | Citroën C3 Rally2      | Citroën Vodafone Team       | +5:51.1   | 5      |
| 13   | Javier Pardo Siota   | Adrián Pérez Fernández   | Škoda Fabia Rally2 evo | Javier Pardo Siota          | +5:56.0   | 4      |
| 14   | Luís Rego Jr.        | Jorge Henriques          | Škoda Fabia Rally2 evo | Luís Rego Jr.               | +8:02.1   | 3      |
| 15   | Pedro Câmara         | João Câmara              | Citroën C3 Rally2      | Play Racing                 | +8:29.3   | 2      |
| 16   | Paulo Neto           | Vítor Hugo               | Škoda Fabia Rally2 evo | Paulo Neto                  | +9:01.1   | *      |
| 17   | Joan Vinyes          | Jordi Mercader           | Suzuki Swift R4LLY S   | Suzuki Motor Ibérica        | +10:26.0  | *      |
| 18   | Luis Vilariño García | Javier Martínez Martínez | Škoda Fabia Rally2 evo | Luis Vilariño García        | +10:38.7  | 1      |

1. 1 2 3  Nieliczony w klasyfikacji ERC

## Klasyfikacja ERC po 2 rundach
Kierowcy
Punkty w klasyfikacji generalnej ERC otrzymuje 15 pierwszych zawodników, którzy uczestniczą w programie ERC i w ukończą wyścig, punktowanie odbywa się według klucza:
| Miejsce | 1  | 2  | 3  | 4  | 5  | 6  | 7  | 8  | 9 | 10 | 11 | 12 | 13 | 14 | 15 |
| Punkty  | 30 | 24 | 21 | 19 | 17 | 15 | 13 | 11 | 9 | 7  | 5  | 4  | 3  | 2  | 1  |

Dodatkowo punktowany jest ostatni odcinek rajdu, tzw. Power Stage, według klucza 5-4-3-2-1. W tabeli podano, które miejsce zajął zawodnik w rajdzie, a w indeksie górnym które miejsce zajął na Power Stage. 
| Poz | Kierowca            | POR | AZO | ESP | POL | LAT | ITA | CZE | ? | Punkty | Naj 7 |
| --- | ------------------- | --- | --- | --- | --- | --- | --- | --- | - | ------ | ----- |
| 1   | Armindo Araújo      | 2   | 5   |     |     |     |     |     |   | 45     | 45    |
| 2   | Efrén Llarena       | 10  | 1   |     |     |     |     |     |   | 42     | 42    |
| 3   | Nil Solans          | 14  |     |     |     |     |     |     |   | 32     | 32    |
| 4   | Bruno Magalhães     | 6   | 6   |     |     |     |     |     |   | 30     | 30    |
| 5   | Alberto Battistolli | 53  | 9   |     |     |     |     |     |   | 29     | 29    |
| 6   | Ricardo Moura       |     | 23  |     |     |     |     |     |   | 27     | 27    |
| 7   | Simon Wagner        |     | 34  |     |     |     |     |     |   | 23     | 23    |
| 8   | Simone Tempestini   | NU  | 42  |     |     |     |     |     |   | 23     | 23    |
| 9   | Javier Pardo        | 4   | 12  |     |     |     |     |     |   | 23     | 23    |
| 10  | Georg Linnamäe      | 35  |     |     |     |     |     |     |   | 22     | 22    |
| 11  | José Pedro Fontes   | 7   | 11  |     |     |     |     |     |   | 18     | 18    |
| 12  | Simone Campedelli   | NU  | 75  |     |     |     |     |     |   | 14     | 14    |
| 13  | Ricardo Teodósio    | 8   | NU  |     |     |     |     |     |   | 11     | 11    |
| 14  | Norbert Herczig     | NU  | 8   |     |     |     |     |     |   | 11     | 11    |
| 15  | Pedro Almeida       | 9   | 16  |     |     |     |     |     |   | 9      | 9     |
| 16  | Miguel Correia      | NU  | 10  |     |     |     |     |     |   | 7      | 7     |
| 17  | Luis Vilariño       | 11  | 15  |     |     |     |     |     |   | 6      | 6     |
| 18  | Ken Torn            | 271 | NU  |     |     |     |     |     |   | 5      | 5     |
| 19  | Paulo Nobre         | 12  | NU  |     |     |     |     |     |   | 4      | 4     |
| 20  | Kaspar Kasari       | 13  |     |     |     |     |     |     |   | 3      | 3     |
| 21  | Luís Rego           |     | 13  |     |     |     |     |     |   | 3      | 3     |
| 22  | Dmitry Feofanov     | 14  |     |     |     |     |     |     |   | 2      | 2     |
| 23  | Pedro Câmara        |     | 14  |     |     |     |     |     |   | 2      | 2     |
| 24  | Pauric Duffy        | 15  |     |     |     |     |     |     |   | 1      | 1     |

| Kolor     | Opis                   |
| --------- | ---------------------- |
| Złoty     | Zwycięzca              |
| Srebrny   | 2. miejsce             |
| Brązowy   | 3. miejsce             |
| Zielony   | Punktowane miejsce     |
| Niebieski | Ukończył nie punktował |
| Fioletowy | Nie ukończył NU        |
| Czarny    | Wykluczony X           |
| Biały     | Nie wystartował NW     |
| Puste     | Nie brał udziału       |